# Agrostis laxissima
Agrostis laxissima é uma espécie de gramínea do gênero Agrostis, pertencente à família Poaceae.